# KNN 러브FM
KNN 라디오 또는 KNN 러브FM은 대한민국 부산경남권의 민영 방송사인 KNN의 종합 라디오 방송 채널로, 2016년 5월 10일(FM)에 개국하였다.

## 개요
주로 뉴스, 시사, 연예오락, 음악, 스포츠 등의 종합 정보를 24시간 제공하는 대한민국의 종합 라디오 채널 중 하나이다.
부산광역시와 경상남도, 전라남도 동부 및 일본 나가사키현 쓰시마시 일부에서만 청취할 수 있다.

### 로고송
- KNN 러브FM 함께 즐겨요
- KNN 러브FM ~ 러브FM
- KNN 러브FM 105.7 KNN 러브FM 105.7 예스
- KNN 러브FM ~ 105.7
- KNN 러브FM 105.7 (30분 시보)

## 역사
KNN 러브FM은 2016년 5월 10일에 105.7㎒로 개국하였다. 이후 2017년 5월 10일에 양산 88.5㎒, 기장.정관 89.3㎒, 2017년 10월 30일에 창원.김해.거제 90.9㎒, 2018년 3월 21일에 진주 98.7㎒로 개국하였다.

## 연혁
- 1994년 9월 7일 : 주식회사 부산방송 설립
- 2016년 5월 10일 : KNN 러브FM 방송 개국(호출부호 HLDG-SFM, FM 105.7㎒, 1㎾).
- 2017년 5월 10일 : KNN 러브FM 기장,정관 중계소 개국.(FM 89.3㎒, 20W). 
 KNN 러브FM 양산 중계소 개국.(FM 88.5㎒, 20W).
- 2017년 10월 30일 : KNN 러브FM 불모산 중계소 개국.(FM 90.9㎒, 1㎾).
- 2018년 3월 21일 : KNN 러브FM 장군대산 중계소 개국.(FM 98.7㎒, 1㎾).
- 2020년 중 : 호출부호 변경(HLDG-SFM → HLDG-2FM)
- 2020년 9월 28일 : KNN 파워FM 노래하나 얘기둘 수중계.
- 2022년 4월 4일 : 김아라의 생생 라디오를 KNN 파워FM과 동시방송.
- 2023년 10월 17일: 이해리의 온나라디오와 오희주의 라디오라떼를 KNN 파워FM과 동시방송.
- 2025년 3월 28일: 24시간 체제에서 22시간으로 변경.(새벽 3시 ~ 5시까지 정파)

## 방송 송출 시설망
| 송신소          | 주파수     | 출력 | 호출부호 | 송신소 위치                        | 방송구역&비고 |
| --------------- | ---------- | ---- | -------- | ---------------------------------- | --- |
| 황령산 송신소   | FM 105.7㎒ | 1㎾  | HLDG-2FM | 부산 연제구 연산2동 산181-3        | 부산광역시 일원, 울산광역시 일부, 창원시 일부, 밀양시 일부, 김해시 일부, 양산시 일부 |
| 정관 중계소     | FM 89.3㎒  | 20W  | HLDG-2FM | 부산 기장군 정관읍 달산리 산146-14 | 부산광역시 기장군 정관읍 일원 |
| 기장 중계소     | FM 89.3㎒  | 20W  | HLDG-2FM | 부산 기장군 일광읍 삼성리 산41     | 부산광역시 기장군 일원 |
| 양산 중계소     | FM 88.5㎒  | 20W  | HLDG-2FM | 경남 양산시 동면 석산리 656-30     | 양산시 일원 |
| 불모산 중계소   | FM 90.9㎒  | 1㎾  | HLDG-2FM | 경남 창원시 성산구 천선동 산213-8  | 창원시 일원, 함양군 일부, 산청군 일부, 창녕군 일부, 합천군 일부, 의령군 일부, 고성군 일부, 거제시 일부, 김해시 일부, 밀양시 일부, 양산시 일부, 통영시 일부, 함안군 일부, 부산광역시 일부 |
| 장군대산 중계소 | FM 98.7㎒  | 1㎾  | HLDG-2FM | 경남 진주시 문산읍 상문리 325-5    | 진주시 일원, 사천시 일부, 남해군 일부, 하동군 일부, 거창군 일부, 산청군 일부, 의령군 일부, 함양군 일부, 창녕군 일부, 합천군 일부, 고성군 일부                                            |

## 방송 프로그램
| KNN LOVE FM                      | KNN LOVE FM              | KNN LOVE FM    | KNN LOVE FM |
| 프로그램명                       | 방송시간                 | DJ             | 방송분량    |
| -------------------------------- | ------------------------ | -------------- | ----------- |
| 김아라의 생생 라디오             | 매일 오전 9시~10시 50분  | 김아라         | 2시간       |
| KNN 웰빙라이프 (오전)            | 매일 오전 10시 50분~11시 | 각의사         | 10분        |
| 머니마니쇼 시즌2                 | 매일 오전 11시~낮 12시   | 장원일, 성은진 | 1시간       |
| 강영운, 이윤정의 노래하나 얘기둘 | 매일 오후 4시~5시 50분   | 강영운, 이윤정 | 2시간       |
| KNN 웰빙라이프 (저녁)            | 매일 저녁 5시 50분~6시   | 각의사         | 10분        |
| 오희주의 라디오라떼              | 매일 밤 9시~10시         | 오희주         | 1시간       |
| 장원일의 2시뮤직                 | 매일 새벽 2시~3시        | 장원일         | 1시간       |

## 수신 가능 지역
- 부산광역시 및 경상남도 일원이다.
- 경상남도 경남 중부지역 일원이다.
- 경상남도 경남 서부지역 일원이다.
- 일본 나가사키현 쓰시마시의 일부이다.

## 특집 프로그램

### 함께하는 명절, 나누는 기쁨
KNN 러브FM과 KNN 파워FM의 명절 특집 생방송 프로그램이다. 설날 및 추석 연휴 첫 날과 마지막 날에 방송되며 교통정보를 제공한다.

### 러브FM 러브로드
KNN 러브FM의 여름 휴가철 특집 생방송 프로그램이다.

## 라디오 시보 멘트
- | “ | 부산 105.7㎒ 사랑의 소리로 세상을 밝힙니다. 시대를 이끄는 뉴 웨이브 KNN 러브FM 입니다. | ” |
|   | — (시험방송 당시)                                                                      |   || “ | 부산 105.7㎒ 사랑으로 새 희망을 열어갑니다. 사랑하면 행복한 방송 KNN 러브FM 입니다. | ” |
|   | — (시험방송 당시)                                                                   |   |
- | “ | 부산 105.7㎒ 사랑하면 즐겁습니다(좋습니다). 사랑하면 행복합니다. 함께하면 더욱 커지는 사랑 KNN 러브FM 입니다. | ” |
|   | — 2016년 5월 10일 ~ 2017년 5월 9일                                                                            |   |
- | “ | 부산 105.7, 양산 88.5, 기장/정관 89.3㎒ 함께하면 더욱 커지는 사람 KNN 러브FM 입니다. | ” |
|   | — 2017년 5월 10일 ~ 2017년 10월 30일                                                 |   |
- | “ | 부산 105.7, 양산 88.5, 기장/정관 89.3, 창원/김해/거제 90.9㎒ 함께하면 더욱 커지는 사람 KNN 러브FM 입니다. | ” |
|   | — 2017년 10월 30일 ~ 2018년 3월 20일                                                                      |   |
- | “ | 부산 105.7, 양산 88.5, 창원/김해/거제 90.9, 진주 98.7㎒ KNN 러브FM 입니다. | ” |
|   | — 2018년 3월 21일 ~ 현재                                                   |   |

## 제공 시보

### 정각 시보
- KNN 러브FM 로고송(2022년 5월 3일 ~ "'현재"')

### 30분 시보
- 동부토건 문현 베스티움
- 육천콜 대리운전
- 롯데건설 해운대 롯데캐슬 스타

## 같이 보기
- KNN 파워FM